# Bengt Ulriksson
Bengt Ingemar Ulriksson, född 23 augusti 1937 i Göteborg, död där i januari 1993, var en svensk tecknare, målare, grafiker och art director.
Han var son till Axel Ulriksson och Anna Andreasson-Johansson och från 1956 gift med Florence Lihnell. Ulriksson studerade vid Slöjdföreningens skola i Göteborg 1953–1957 och arbetade efter studierna som reklamkonstnär. Han medverkade i en grupputställning med grafik på Röhsska konstslöjdmuseet 1963 och i Göteborgs konstförenings Decemberutställningar på Göteborgs konsthall samt Liljevalchs konsthalls Stockholmssalonger. Han var representerad i Nationalmuseums utställning Unga tecknare 1966. 